# Jowon
Jowon (Tadschikisch: Ёвон) ist eine Stadt und ein Dschamoat in der tadschikischen Provinz Chatlon. Nach einer Schätzung aus dem Jahr 2019 leben 36.100 Menschen in der Stadt. Außerdem ist Jowon Verwaltungssitz des gleichnamigen Distrikts (Nohija).

## Lage
Jowon liegt im Westen Tadschikistans in der Provinz Chatlon auf einer Höhe von 655 Metern. Die tadschikische Hauptstadt Duschanbe befindet sich circa 30 Kilometer nordwestlich von Jowon. Die Provinzhauptstadt Qurghonteppa liegt südwestlich von Jowon.

## Klima
Das Klima in Jowon ist großen jahreszeitlichen Schwankungen unterworfen. In den Wintermonaten liegen die Durchschnittstemperaturen über 0 Grad Celsius, der kälteste Monat ist der Januar mit 1,7 °C im Mittel. Der Frühling ist geprägt von starken Niederschlägen, insbesondere im März mit 107,3 mm und durchschnittlich 14,1 Regentagen. In den Sommermonaten liegen die Durchschnittstemperaturen um die 25 °C, der wärmste Monat ist der Juli mit 26,8 °C. Im Sommer gibt es zudem so gut wie keine Niederschläge. Die Luftfeuchtigkeit liegt im Jahresmittel bei 54,5 %, maximal ist sie im Januar mit 70,8 %. Den geringsten Wert für die Luftfeuchtigkeit gibt es im wärmsten Monat Juli mit 36,8 %.
Die Jahresdurchschnittstemperatur liegt bei 14,7 °C, der Jahresniederschlag bei 552,7 mm.
|                        | Jan  | Feb  | Mär   | Apr  | Mai  | Jun  | Jul  | Aug  | Sep  | Okt  | Nov  | Dez  |   |       |
| Mittl. Temperatur (°C) | 1,7  | 3,7  | 9,1   | 15,4 | 19,7 | 24,6 | 26,8 | 25,1 | 20,4 | 14,9 | 9,3  | 4,6  | ⌀ | 14,7  |
|                        |      |      |       |      |      |      |      |      |      |      |      |      |   |       |
| Niederschlag (mm)      | 63,5 | 74,1 | 107,3 | 99   | 68   | 7,4  | 3,5  | 0,6  | 2,2  | 28,4 | 42,1 | 56,6 | Σ | 552,7 |
|                        |      |      |       |      |      |      |      |      |      |      |      |      |   |       |
| Regentage (d)          | 10,2 | 11,4 | 14,1  | 12,5 | 10   | 2,9  | 1,4  | 0,4  | 0,9  | 5    | 6,8  | 9,9  | Σ | 85,5  |
|                        |      |      |       |      |      |      |      |      |      |      |      |      |   |       |
| Luftfeuchtigkeit (%)   | 70,8 | 68,9 | 65,5  | 61,9 | 54,5 | 40,4 | 36,8 | 38   | 40,6 | 50,5 | 59,2 | 68   | ⌀ | 54,5  |

|  |

|  |

|  |

|  |

|  |

|  |

|  |

|  |

|  |

|  |

|  |

|  |

|  |

|  |

|  |

|  |

|  |

|  |

|  |

|  |

|  |

|  |

|  |

|  |

| N i e d e r s c h l a g | 63,5 | 74,1 | 107,3 | 99  | 68  | 7,4 | 3,5 | 0,6 | 2,2 | 28,4 | 42,1 | 56,6 |
|                         | Jan  | Feb  | Mär   | Apr | Mai | Jun | Jul | Aug | Sep | Okt  | Nov  | Dez  |

## Infrastruktur und Wirtschaft
Jowon ist an das nationale Fernstraßennetz angebunden, eine Fernstraße führt über Jowon in die Hauptstadt Duschanbe.

### Wasserversorgung
Auf Grund der geringen Niederschläge in den Sommermonaten ist die Wasserversorgung ein bedeutendes Problem für die Stadt und die dortige Landwirtschaft. Hilfsorganisationen sind in der Stadt aktiv, um die Wasserversorgung zu verbessern. Auch die Ernährungs- und Landwirtschaftsorganisation der Vereinten Nationen (FAO) unterstützt die Bevölkerung von Jowon durch die Bereitstellung von Materialien zur Tröpfchenbewässerung, die zu einer Steigerung der Effizienz der Landwirtschaft beitragen sollen.

### Nephelin
Ein weiterer Wirtschaftszweig für die Stadt könnte die Gewinnung von Aluminium aus Nephelin, das in der Region vorhanden ist, werden. Dazu planen das tadschikische Aluminium-Unternehmen TALCO und ein chinesisches Chemieunternehmen den Bau einer großtechnischen Nephelin-Verarbeitungsanlage in der Umgebung Jowons.

## Persönlichkeiten
- Muchammad Sultonow (* 1992), russischer Fußballspieler